# مزرعة عية
مزرعة عية هي إحدى القرى اللبنانية من قرى قضاء صور في محافظة الجنوب.